# Club Baloncesto Málaga
El Club Baloncesto Màlaga és un club de bàsquet de la ciutat de Màlaga, més conegut com a Unicaja de Màlaga pel fet que l'entitat financera Unicaja és el seu principal patrocinador. Va ser fundat l'any 1992.

## Història
El CB Màlaga va ser fundat el 1992 per la fusió dels dos equips malaguenys de l'ACB: Unicaja Ronda i Mayoral Maristas.
El Club Baloncesto Caja de Ronda va ser creat el 1977 per la Caja d'Ahorros de Ronda. Des de la temporada 1981/82 milita en la màxima categoria del bàsquet espanyol (encara no s'havia creat llavors l'ACB), abandonant-la només en les temporades 1985/86 i 1986/87. En 1991, la Caja de Ronda va passar a formar part de l'Unicaja, pel que l'equip va canviar la seva denominació a Unicaja Ronda.
Per la seva banda, l'Ademar Basket Club va néixer a 1953. El 1972 va canviar la seva denominació a Club Baloncesto Maristas de Málaga. En l'any 1988 va assolir l'ascens a la ACB, ja comptant amb el patrocini de Mayoral.
Es va decidir la fusió d'ambdós equips per a assolir un únic club fort que unís a tota l'afició. Per això, en 1992 Unicaja Ronda i Mayoral Maristas es van unir per a formar el Club Baloncesto Málaga. Encara que hi ha hagut altres patrocinadors, Unicaja ha estat en totes les temporades, pel que a l'equip se li coneix comunament com Unicaja de Màlaga. Les estadístiques d'aquest nou equip s'han sumat a les del Unicaja Ronda.
La temporada 1994/95 va ser la de l'enlairament de l'equip. Amb Javier Imbroda en la banqueta, i amb jugadors com Nacho Rodríguez, Sergei Babkov o Mike Ansley, l'equip va acabar subcampió de la lliga ACB enfront del FC Barcelona. Molts encara recorden el triple d'Ansley en el quart partit de la final, que podia haver donat el títol a l'equip malagueny però que no va arribar a entrar.
El salt definitiu a l'elit es va produir el 1999, amb l'arribada de Bozidar Maljkovic a la banqueta caixista: subcampió de la Copa Korac el 2000, campió el 2001 i subcampió de la Lliga ACB el 2002. A aquest triomf europeu cal sumar-hi la Copa del Rei obtinguda el 2005, amb Sergio Scariolo a la banqueta i Jorge Garbajosa com a jugador referència de l'equip.
La temporada 2005/2006, va guanyar per primera vegada en la seva història la Lliga ACB, novament amb el jugador madrileny aconseguint el guardó de millor jugador de la final, últim fermall a Europa abans de marxar a l'NBA.
Gràcies als aports de la caixa d'estalvis i a una afició incansable (el pavelló compta els seus partits per plens des de 1995), l'Unicaja s'ha instal·lat entre els millors del bàsquet espanyol de l'actualitat.
La temporada 2016-2017 es va proclamar campió de la ULEB EuroCup.

## Palmarès
Àmbit espanyol:
- Una Lliga ACB de bàsquet (2005-06)
- Dos subcampionats de la Lliga ACB de bàsquet (1994-95 i 2001-02)
- Tres Copes del Rei ACB (2004-05, 2022-03 i 2024-25)
- Dos subcampionats de la Copa del Rei ACB (2008-09 i 2019-20)
- Una Supercopa ACB (2024-25)
- Tres subcampionats de la Supercopa ACB (2006-07, 2015-16 i 2023-24)

Àmbit internacional:
- Dues Basketball Champions League (2023-24, 2024-25)
- Una ULEB EuroCup (2016-17)
- Una Copa Korac (2000-01)
- Una Copa Intercontinental de la FIBA (2024)
- Un subcampionat de la Copa Korac (1999-2000)

## Historial (des del 2011)
| Temporada         | Categoria | Posició | Balanç | Play-offs  | Copa            |
| Temporada 2011-12 | ACB       | 9a      | 17-17  | -          | Quarts de final |
| Temporada 2012-13 | ACB       | 9a      | 18-16  | -          | -               |
| Temporada 2013-14 | ACB       | 4a      | 23-11  | Semifinals | Quarts de final |

## Plantilles de temporades anteriors
- Temporada 2007-2008 del Club Baloncesto Málaga